# Понсе Вела де Кабрера
Понсе Вела де Кабрера, также известный как Понсе Велас де Кабрера (исп. Ponce Vela de Cabrera; ? — 24 сентября 1202) — леонский дворянин, который играл важную роль во время правления короля Альфонсо IX. От одного из его сыновей происходит дом Понсе де Леон, «один из самых знаменитых аристократических домов позднего Средневековья».

## Биография
Один из сыновей Велы Гутьерреса (? — 1160), сына графа Гутьерре Бермудеса и графини Тоды, дочери графа Педро Фройласа де Трабы[./Понсе_Вела_де_Кабрера#cite_note-_3eca3e0d6fa1bc86-5 [5]], и Санчи Понсе де Кабреры (? — 1176), дочери Понсе Хиральдо де Кабреры (? — 1162) и Санчи Нуньес. У Понсе было несколько братьев: Фернандо, Педро и Хуан, а также одна сестра Мария.
Он начинает появляться в королевских грамотах в 1176 году и служил альфересом короля Альфонсо IX в 1185 году, а в следующем году он также был назначен главным владельцем Мансильи и других деревень, которыми управляли его родственники, Суэро Бермудес и Педро Альфонсо, включая Тинео и Бабию, Госон и Кабесон. Он также правил Майоргой, Саморой и Эль-Бьерсо.
Понсе Вела де Кабрера скончался 24 сентября 1202 года и был похоронен в монастыре Сата-Мария-де-Ногалес в Сан-Эстебан-де-Ногалес, были похоронены его родители.

## Брак и дети
Граф Понсе Вела де Кабрера женился на Терезе Родригес Хирон, дочери Родриго Гутьерреса Хирона (? — 1193) и его жены, Марии де Гусман. В 1195 году Понсе Вела со своей женой Терезой Родригес пожертвовали одну треть Гранусильо, унаследованного им от своих родителей, монастырю Ногалес. У супругов были следующие дети:
- Хуан Понсе де Кабрера
- Фернандо Понсе де Кабрера
- Педро Понсе де Кабрера (умер между 1248 и 1254 годами), был женат на Альдонсе Альфонсо (1215—1266)[1], внебрачной дочери короля Леона Альфонсо IX и его фаворитки Альдонсы Мартинес де Сильва. Этот брак дал начало могущественному дому Понсе де Леон, который в позднем средневековье носил титулы герцогов Аркос и Кадис.